# Na lodzie
Na lodzie (ang. Slap Shot) – amerykański film z 1977 roku w reżyserii George’a Roya Hilla z Paulem Newmanem i Michaelem Ontkeanem w rolach głównych.
Film opowiadający o drużynie hokejowej. Wiele wyrażeń i powiedzonek z filmu stało się bardzo znanymi i weszło na stałe do amerykańskiej kultury masowej i slangu hokejowego.